# Cyrtinus araguaensis
Cyrtinus araguaensis es una especie de escarabajo longicornio del género Cyrtinus, tribu Cyrtinini, orden Coleoptera. Fue descrita científicamente por Howden en 1973.

## Descripción
Mide 2 milímetros de longitud.

## Distribución
Se distribuye por Venezuela.